# Nokia 5200
Nokia 5200 — мобильный телефон серии Nokia Series 40. Аппарат является упрощенной версией Nokia 5300. Аппарат выпускался с 2006 года.

## Различия 5200/5300
Nokia 5200 похож внешне на 5300 и является его упрощенной версией. Различия заключаются в следующих технических данных:
- Nokia 5300 имеет больший экран и активную LCD-матрицу с разрешением 240x320 пикселей против 128x160 у модели 5200.
- В Nokia 5300 встроена лучшая камера с матрицей 1.3 MP, Nokia 5200 имеет камеру с разрешением 640x480 (0,3 MP).
- На внешней панели Nokia 5300 присутствуют три кнопки управления плеером (включить плеер, следующая песня, предыдущая песня), у Nokia 5200 одна кнопка (включить плеер).
- В комплекте модели 5200 отсутствует карта памяти.

## Общие характеристики
| Вес                         | 104 г                                                                                           |
| Габариты                    | 92.4×48.2×20.7 мм                                                                               |
| Форм-фактор                 | Слайдер                                                                                         |
| Аккумулятор                 | Время разговора: 3,2 часа Время ожидания: 263 часа                                              |
| Экран                       | Тип экрана: LCD (Color TFT/TFD) Отображаемые цвета: 262,144 Размер изображения: 128 x 160 точек |
| ОС                          | Series 40                                                                                       |
| Память                      | 8 MB, до 2 GB microSD карт памяти.                                                              |
| Память телефонной книги     | 1000 номеров                                                                                    |
| Полифония                   | Да                                                                                              |
| Вибрация                    | Да                                                                                              |
| Bluetooth                   | 2.0                                                                                             |
| ИК порт                     | Да                                                                                              |
| USB                         | Да, может использоваться в качестве модема                                                      |
| Голосовой набор             | Да                                                                                              |
| Пользовательская графика    | Да                                                                                              |
| Пользовательские мелодии    | Да                                                                                              |
| Режим полета                | Да                                                                                              |
| Веб-браузер                 | XHTML 2.0.                                                                                      |
| Предиктивный ввод текста    | Да, T9.                                                                                         |
| Разъем для карты памяти     | microSD (до 2 ГБ)                                                                               |
| MMS                         | Да                                                                                              |
| Текстовые сообщения         | Да                                                                                              |
| Шаблоны текстовых сообщений | Да                                                                                              |
| Музыкальный плеер           | Поддерживаемые форматы: CDA, WAV, MP3, MP4, WMA, AAC, AAC+, eAAC+, M4A, MID, AMR.               |
| FM Радио                    | Да                                                                                              |
| Камера                      | VGA. Доступные разрешения — 640x480,320x240,160x120                                             |
| Воспроизведение видео       | Да                                                                                              |
| Видеосъемка                 | Да                                                                                              |
| Будильник                   | Да                                                                                              |
| Калькулятор                 | Да                                                                                              |
| Календарь                   | Да                                                                                              |
| Игры                        | Да                                                                                              |

## Дополнительная информация
- Комплектация:

телефон,
аккумулятор,
сетевое з/у,
портативная стерео hands-free HS-47,
инструкция
- Дата анонсирования — 27 сентября 2006 года